# Sequela
Sequela (IPA: [sε'kwεla]) é uma alteração anatómica ou funcional permanente, sendo causada por uma doença ou um acidente, ou seja, não é congénita. Seu tratamento consiste em cirurgias correctivas e terapias de reabilitação, onde se incluem a terapia ocupacional, terapia da fala e fisioterapia. No INSS e nas previdências dos servidores públicos, o segurado possui direito ao auxílio-acidente e a outros benefícios em virtude de sequelas. Indemnizações trabalhistas também são possíveis.
Observação
- A doença não pode estar em evolução para se falar em sequelas, precisa estar estabilizada.